# Giovanni Nicotera (cacciatorpediniere)
Il Giovanni Nicòtera è stato un cacciatorpediniere della Regia Marina. L'unità era intitolata al politico e patriota Giovanni Nicotera.

## Storia
Nel 1927-1928 era comandata dal capitano di corvetta Carlo Daviso di Charvensod. Nel 1928 fu modificato con l'installazione di alette antirollio e zavorra e con rinforzi alle sovrastrutture. Subì altri rimodernamenti nel 1929. Nel dicembre 1939 una commissione svedese si recò in Italia per valutare l'acquisto di alcune unità italiane: la decisione cadde sulle torpediniere Spica e Astore ed appunto sul Nicotera e sul gemello Ricasoli. Dopo l'acquisto da parte della Marina svedese il Nicotera ricevette il nuovo nome di Psilander, in onore dell'ammiraglio Gustaf von Psilander (1669–1738); il Ricasoli divenne invece Puke, mentre Spica e Astore assunsero rispettivamente i nomi di Romulus e Remus.
Il 14 aprile 1940 le quattro unità salparono da La Spezia e si portarono a Napoli per poi iniziare la navigazione di trasferimento in Svezia, ma quando, il 18, ripartirono dalla città partenopea, il Puke e lo Psilander entrarono in collisione arrecandosi reciprocamente vari danni; dovettero fare rotta su Cartagena, ove giunsero il 23 aprile
Eseguite le riparazioni, le navi proseguirono il loro viaggio ed il 19 giugno giunsero, insieme alla nave ausiliaria Patrica (ex italiana Patris II) a Skaalefjord, nelle Fær Øer, dove però furono fermate e sequestrate l'indomani dai cacciatorpediniere britannici Tartar, Mashona e Maori. Gli equipaggi, imbarcati sulla Patrica e sulla nave cisterna Castor, rimpatriarono in Svezia il 21 giugno.

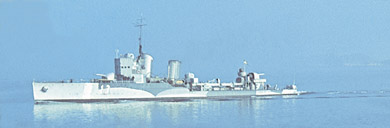
Un'immagine a colori dello Psilander

Il 22 giugno la Svezia chiese la restituzione delle navi. Il 25, alle 18.30, lo Psilander (con equipaggio britannico) lasciò il porto insieme al Romulus e scortato dal cacciatorpediniere Mashona, dai cacciasommergibili Windermere e Buttermere e dalla nave ausiliaria St. Magnus. Le navi giunsero a Kirkwall alle 13.30 del 26 ed il 2 luglio tornarono in mano svedese; tre giorni dopo lasciarono Kirkwall ed il 10 luglio, nonostante un accidentale attacco aereo da parte di velivoli del 18° Group del Coastal Command, arrivarono a Göteborg, entrando in servizio nella Marina svedese. Lo Psilander si dimostrò però piuttosto poco atto a tenere il mare e dotato di scarsa stabilità, necessitando di modifiche.
Tra il 1941 ed il 1942 l'armamento fu modificato: l'armamento antiaereo preesistente fu rimpiazzato con 4 mitragliere da 20/65 e vennero imbarcati tubi lanciasiluri da 533 al posto di quelli da 450 e lanciabombe di profondità.
Causa le sue deludenti prestazioni fu messo in riserva tra il 1943 ed il 1944.
Il 13 giugno 1947 fu radiato; nel 1949 fu avviato alla demolizione.